# Pay money To my Pain
Pay money To my Pain（ペイ・マネー・トゥ・マイ ペイン）は、日本のオルタナティヴ・ロック・バンド。略称は「P.T.P.」。
2004年に結成、2006年にデビュー。楽曲制作・活動に関しては、全てメンバーによるセルフプロデュースで行われている。CD作品のスタジオ録音はアメリカカリフォルニアにあるRadio star studioにて敢行。Kを中心に、RIZEなど同世代のバンドと親交があった。

## 略歴
2004年
9月11日、「三鷹ハウス」と呼ばれる家の屋上を拠点に結成。
2005年
6月、K渡米。
2006年
1月、K一時帰国で東京・大阪にてライブを開催。
12月6日、シングル「Drop of INK」でバップよりデビュー。
2007年
9月12日、初のアルバム『Another day comes』を発売。
2008年
4月6日、ギターのJINが脱退。
7月30日、2枚目のシングル「Writing in the diary」を発売。：8月27日、初の配信限定シングル「All Because of You」を配信開始。
2009年
1月7日、2作目の配信限定シングル「Bury」を配信開始。
3月18日、2枚目のアルバム『after you wake up』を発売。
2010年
6月9日、3枚目のシングル「Pictures」、ライブDVD「Pictures」を同時発売。
2011年
1月26日、3枚目のアルバム、「Remember the name」を発売。
2012年
1月8日、Shibuya O-EASTにて全曲ライブ「40」を行う。
10月24日、初のベスト・アルバム「Breakfast」を発売。Kの急病により、発表済みのツアーが中止となる。
2013年
1月10日、Kの急逝（2012年12月30日）を公式サイトで公表。
11月13日、4枚目のアルバム「gene」を発表。Kのレコーディング済の楽曲に加え、ゲストボーカルを招いての作品。
12月30日、Zepp Tokyoにて「From here to somewhere」を開催。同日、正式に活動休止を発表。
2019年
12月9日、coldrainが主催を務めるライブイベント『BLARE FEST.2020』に参加する事が発表された。
2020年
2月2日、coldrainが主催を務めるライブイベント『BLARE FEST.2020』2日目のFIRE STAGEに出場。6年2か月ぶりのライブ。「Ligarse」「Resurrection (feat. masato from coldrain & 葉月 from lynch.)」「Weight of my pride (feat. MAH from SiM)」「Respect for the dead man (feat. Koie & Teru from Crossfaith, NOBUYA, N∀OKI from ROTTENGRAFFTY)」「PICTURES (feat. Yosh from Survive Said The Prophet, AG from NOISEMAKER)」「Voice (feat. Taka from ONE OK ROCK)」「Rain」「This Life」を演奏。
2023年
11月17日、バンドの軌跡を辿るドキュメンタリー映画『SUNRISE TO SUNSET』を公開。監督はバンドと長く親交のある茂木将が務める。
映画に含まれる過去のライブ映像は、これまでバンドのライブ・MVの映像作品を多く手掛けてきたスズキダイシンが監督。親交のあった様々なバンドのメンバーへのインタビューや、『BLARE FEST.2020』に出演した際のライブ映像をノーカットで収録している。

## メンバー
- K（ケー、1981年1月4日 - 2012年12月30日）
  - ボーカル担当。本名：後藤慶（ごとう けい）。神奈川県横浜市出身。
  - 2003年にGUNDOGのボーカリストとしてデビュー。2004年末に活動停止後、2005年に渡米。バンド活動に限らず、他バンドへのボーカルフィーチャリングも行った。
  - 身体にタトゥーをいくつも彫っており、タトゥーの専門雑誌『TATTOO BURST』（コアマガジン社刊）の表紙モデルを担当したこともある。
  - 2009年、日本に帰国した。
  - 2012年、精神的な疾患のため入退院を繰り返してきたが、12月30日心不全のため急逝。31歳没[5]。
- PABLO（パブロ、1980年4月18日 - ）
  - ギター担当。兵庫県宝塚市出身。本名：澤村パブロ良明（さわむら パブロ よしあき）。父親が日本人で母親がスペイン人のハーフ。1999年にGIRAFFEのギタリストとしてデビュー。2002年1月に解散後、FAKE?や中島卓偉、LiSA等のサポートを務める。特にLiSAについてはサポートの枠を超え、楽曲の提供やギタリストとしてレコーディングへの参加、PVにも出演するなど、幅広く貢献している。また2007年のOBLIVION DUST再結成からは2012年までサポートを勤めた。現在はL'Arc〜en〜CielのHYDEへもライブのサポートや楽曲提供をしている。
  - リンプ・ビズキットのギタリスト・オーディションでは最終選考まで残った。
  - P.T.P.の他に自身がボーカルをとるPABLO BANDで活動し、Dragon Ash降谷建志のバンドであるThe Ravensや、RED ORCAでもギターや作曲などで活動。さらにはZAX とのユニットであるPOLPOや、元メンバーのJINとは新バンドM.E.D.Sを結成している。
  - 以前はPaul Reed Smithのギターを主に使用していたが、現在はdragonflyのギターをメインで使用している。
  - バンドではリーダーを務める[4]。
- T$UYO$HI（ツヨシ、1974年12月17日 - ）
  - ベース担当。東京都出身。本名：石川剛（いしかわ つよし）。Blue Belly Jamを経て、2000年にDRUG STORE COWBOYのベーシストとしてデビュー。2004年に活動休止後、Def TechやLIVなどの楽曲にベースで参加し、現在に至る。Combat guitarsのオーダメイドの3弦ベースを主に使用。バンドではマネージメント業務を行っている[4]。Dragon Ash・The BONEZでも活動中。
- ZAX（ザックス、1980年6月6日-）
  - ドラム担当。兵庫県宝塚市出身。本名：勘座仁（かんざ じん）。2002年にKAMINARI解散後、元KAMINARIのボーカルの森大樹と共に結成したdawnhateでの活動を経て、現在に至る。P.T.P.の他にFallon、The BONEZでも活動中。T$UYO$HIと共にSCHONのサポートも務める。

### 元メンバー
- JIN（ジン）
  - ギター担当。大阪府高槻市出身。P.T.P.の他に、自身がボーカルを務めるNICKでも活動している。またプロデューサーとしてもロットングラフティーやGReeeeN等のプロデュースを行っている。GReeeeNのHIDEは実弟。
  - ヴィジュアル系バンド出身で90年代から2003年までCHILD（ex.CHILD HOOD'S END）で活動していた。2003年にはindigo7を結成。2008年4月6日をもって脱退。
  - 現在はHigh Speed Boyzのボーカルとして活動。さらにはPABLOとは前述のM.E.D.Sでも活動している。

## ディスコグラフィー

### 配信限定シングル
1. All Because of You（2008年8月27日）
  - iTunes Store・着うた・着うたフル配信
2. Bury（2009年1月7日）
  - iTunes Store・着うた・着うたフル配信
  - 後に2ndアルバム「after you wake up」に収録

### 参加作品
| 発売日         | タイトル                                              | 規格品番                            | 収録曲                                                                |
| -------------- | ----------------------------------------------------- | ----------------------------------- | --------------------------------------------------------------------- |
| 2007年9月20日  | 「BUZZER BEATER」オリジナル・サウンドトラック         | VPCG-84862                          | M-35「Home -TV size Version-」収録                                    |
| 2007年10月24日 | ULTRA SEVEN X ORIGINAL SOUNDTRACK                     | VPCD-81581                          | M-1「Another day comes [TV SIZE]」収録                                |
| 2009年1月21日  | 「ONE OUTS -ワンナウツ-」オリジナル・サウンドトラック | VPCG-84891                          | M-1「Bury (TV SIZE)」収録                                             |
| 2012年7月4日   | PARADE II 〜RESPECTIVE TRACKS OF BUCK-TICK〜          | TKCA-73785                          | M-8「love letter」収録                                                |
| 2013年3月22日  | IMMORTALITY                                           | TRCP-110 TRCP-111 TRCP-112 TRCP-113 | M-1「Weight of my pride (DEVILOCK NIGHT THE FINAL live version)」収録 |
| 2021年09月06日 | BAD COMMUNICATION、狂騒                               |                                     | 「Pデビルマン～疾風迅雷～」挿入歌(Hiro from MY FIRST STORY☓PABLO名義) |

## タイアップ一覧
| 使用年 | 曲名                        | タイアップ                                                                       |
| ------ | --------------------------- | -------------------------------------------------------------------------------- |
| 2006年 | Black sheep                 | 北海道テレビ『NO MATTER BOARD（'06-'07シーズン）』2006年12月度オープニングテーマ |
| 2007年 | From here to somewhere      | テレビ朝日系土曜ミッドナイトドラマ『ティッシュ』主題歌                           |
| 2007年 | Home                        | 日本テレビ系アニメ『BUZZER BEATER』エンディングテーマ                            |
| 2007年 | Another day comes           | CBC・TBS系深夜特撮ドラマ『ULTRASEVEN X』主題歌                                   |
| 2007年 | Paralyzed ocean             | 北海道テレビ『NO MATTER BOARD（'07-'08シーズン）』2007年11月度オープニングテーマ |
| 2008年 | Paralyzed ocean             | 日本テレビ系"サタデーTVラボ"ドラマ『ザ・クイズショウ』主題歌                     |
| 2008年 | Bury                        | 日本テレビ系アニメ『ONE OUTS -ワンナウツ-』オープニングテーマ                    |
| 2009年 | The answer is not in the TV | PS3/Xbox 360用ゲームソフト「ワールドサッカー ウイニングイレブン 2010」BGM        |
| 2011年 | Deprogrammer                | 北海道テレビ『NO MATTER BOARD（'10-'11シーズン）』2011年2月度エンディングテーマ  |
| 2013年 | Respect for the deadman     | UHFアニメ『ノブナガン』オープニングテーマ                                        |
| 2013年 | Weight of my pride          | 日本テレビほかアニメ『はじめの一歩 Rising』挿入歌                                |
| 2013年 | Rain                        | 映画『赤々煉恋』主題歌                                                           |
| 2013年 | Home                        | 映画『赤々煉恋』挿入歌                                                           |

## 主なライブ

### ワンマンライブ・主催イベント
- 2007年 - Another day comes tour
- 2009年 - Pay money To my Pain Tour 2009 -1st ride-
- 2010年 - STAY REAL TOUR
- 2011年1月21日-1月29日（3公演） - "Drop of INK" レコ発LIVE
- 2011年1月18日～3月20日 - PTP TOUR 2011 Remember the name JOY RIDE
- 2012年 - "LIVE 「40」 全曲LIVE敢行"
- 2012年 - Pay money To my Pain Tour2012
- 2013年12月30日 - "From here to somewhere"

### 出演イベント
- 2008年1月27日 - NO MATTER LIVE 2008
- 2008年4月5日・6日 - PUNKSPRING 2008
- 2008年8月9日・10日 - SUMMER SONIC 2008
- 2009年4月26日 - ポルノ超特急2009 春の陣 (10th Aniversary) ～広島の陣～
- 2009年5月21日 - MTV LIVE JAPAN TOUR'09 SPRING ～ROAD TO VMAJ～
- 2009年8月7日・9日 - SUMMER SONIC 2009
- 2009年8月15日 - RISING SUN ROCK FESTIVAL 2009 in EZO
- 2009年10月2日 - RIZE×P.T.P
- 2009年11月14日 - MADOllie2009 PUNK/ROCK DAY
- 2009年12月29日 - COUNTDOWN JAPAN 09/10
- 2010年3月22日 - 四鬼夜行 -三喰-
- 2010年4月2日・3日 - PUNKSPRING 2010
- 2010年5月15日 - BEA presents F-X 2010
- 2010年8月7日 - ROCK IN JAPAN FESTIVAL 2010
- 2010年10月2日 - MATCH UP '10 AUTUMN SERIES
- 2010年11月14日 - EVERLASTING MUNETAKA HIGUCHI 2010
- 2010年12月29日 - COUNTDOWN JAPAN 10/11
- 2011年5月6日 - ～豪直球 & Club Lizard presents～ 裏路地
- 2011年7月30日 - OGA NAMAHAGE ROCK FESTIVAL VOL.2
- 2011年8月8日 - 音霊 OTODAMA SEA STUDIO 2011「Pay money To my Pain × 土屋アンナ」
- 2011年8月10日 - 四鬼夜行 -四喰-
- 2011年8月14日 - SUMMER SONIC 2011
- 2011年9月18日 - AIR JAM 2011
- 2011年10月13日 - 電撃バップ vol.1
- 2011年11月18日 - Subciety A.V.E.S.T PROJECT Vol.5
- 2011年12月8日 - Fear, and Loathing in Las Vegas NEXTREME Release Tour
- 2012年2月9日 - DEVILOCK and SKULLSHIT
- 2012年2月13日 - EVANESCENCE JAPAN TOUR 2012
- 2012年2月26日 - DEVILOCK NIGHT THE FINAL
- 2012年3月10日 - MEGAPRORT FESTIVAL（中国語: 大港開唱） 2012（台湾）
- 2012年4月2日 - PUNKSPRING 2012 EXTRA SHOWS
- 2012年4月5日 - 773Four RECORDS PRESENTS "FOUR SEASONS"
- 2012年4月20日 - SONIC BOMB SPECIAL
- 2012年4月21日 - HOTDOGGPARTY Vol.3×BOO NIGHT
- 2012年5月4日 - J LIVE 2012 [ON FIRE] -Special 3Nights Circuit-
- 2012年7月6日 - BUCK-TICK TOUR PARADE 2012 × Pay Money To My Pain
- 2012年7月14日 - MAN WITH A MISSION DON'T FEEL THE DISTANCE～8カ所だョ!全員集合 エクストラ TOUR～
- 2012年7月15日 - NIIGATA Rock Museum 2012
- 2012年7月18日 - 雷鳴
- 2012年7月28日 - OGA NAMAHAGE ROCK FESTIVAL VOL.3
- 2012年7月31日 - 20120731PTPOORLIVE
- 2012年8月4日 - MAD Ollie NAGOYA 2012
- 2012年8月5日 - ROCK IN JAPAN FESTIVAL 2012
- 2012年8月19日 - SUMMER SONIC 2012
- 2012年9月6日 - HOUSE OF CHAOS～high definition～
- 2012年9月23日 - BUCK-TICK FEST 2012 ON PARADE
- 2020年2月2日 - BLARE FEST.2020